# Arkivens Hus
Arkivens Hus är ett samarbetsprojekt mellan olika arkivinstitutioner i Helsingborg, som startade våren 2007. Man arrangerar offentliga föreläsningar kring olika ämnen, bland annat om arkivarbete, företagshistoria och släktforskning. Föreläsningarna äger oftast rum i Stadsarkivet i Helsingborgs lokaler vid hamnen på Söder. Meningen med föreläsningarna är att visa på de möjligheter och resurser som stadens arkivinstitutioner ger. De arkivinstitutioner som ingår i samarbetet är Helsingborgs stadsarkiv, Helsingborgs Folkrörelsearkiv, Helsingborgs släktforskare- och bygdeförening, Skånes Näringslivsarkiv och Föreningen Idrottsarkivet.